# (100834) 1998 HS12
(100834) 1998 HS12 es un asteroide perteneciente al cinturón de asteroides, región del sistema solar que se encuentra entre las órbitas de Marte y Júpiter, descubierto el 24 de abril de 1998 por el equipo del Spacewatch desde el Observatorio Nacional de Kitt Peak, Arizona, Estados Unidos.

## Designación y nombre
Designado provisionalmente como 1998 HS12. 

## Características orbitales
1998 HS12 está situado a una distancia media del Sol de 2,274 ua, pudiendo alejarse hasta 2,509 ua y acercarse hasta 2,038 ua. Su excentricidad es 0,103 y la inclinación orbital 4,166 grados. Emplea 1252,59 días en completar una órbita alrededor del Sol.

## Características físicas
La magnitud absoluta de 1998 HS12 es 16,6. 